# Obóz zagłady w Małym Trościeńcu

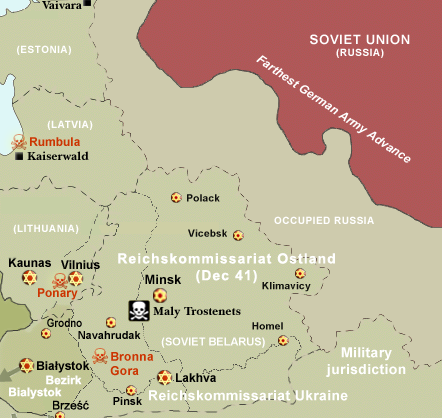
Obóz w Małym Trościeńcu na mapie Komisariatu Rzeszy Wschód

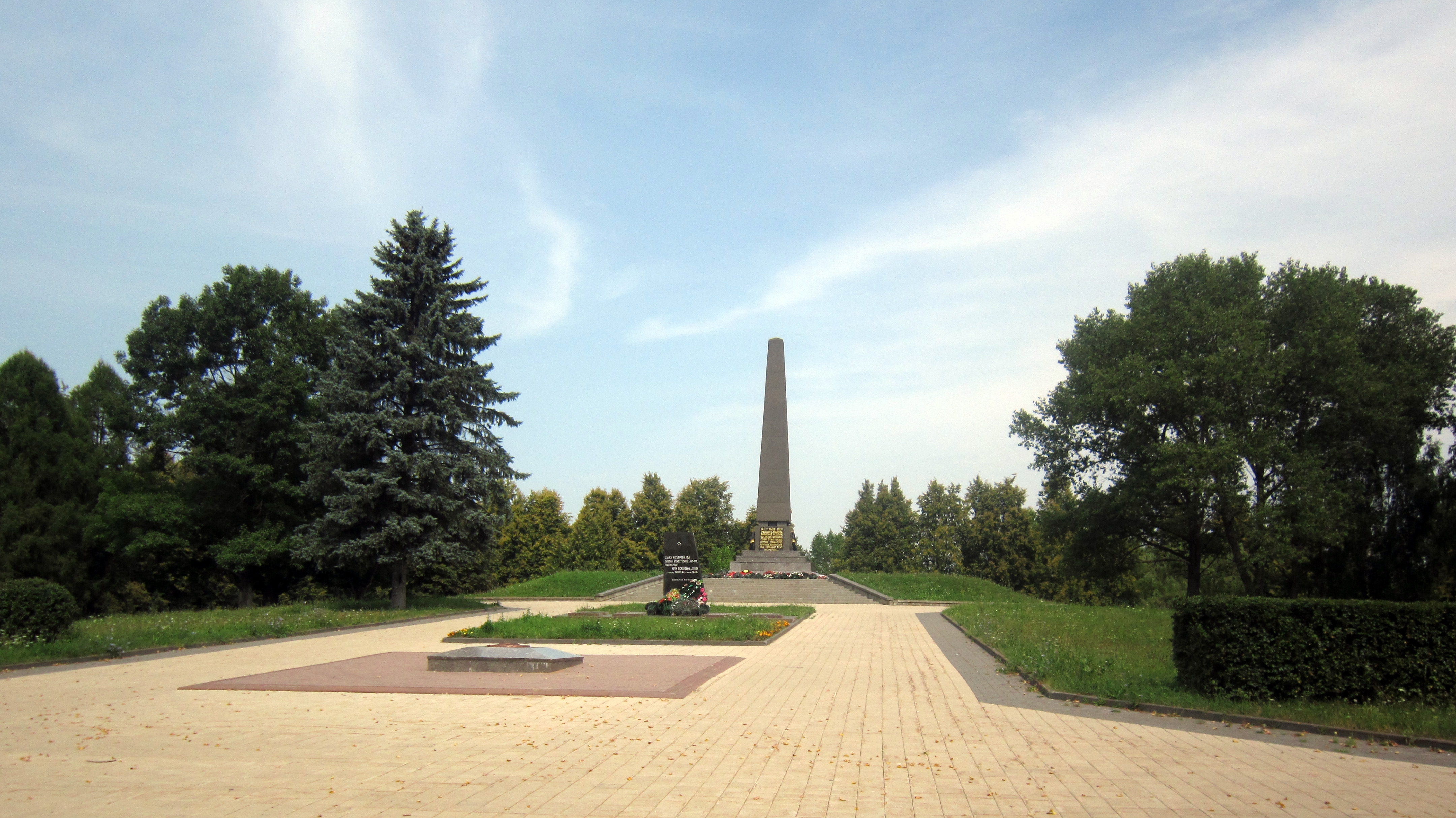
Pomnik z 1963 r. przy drodze do Mohylewa

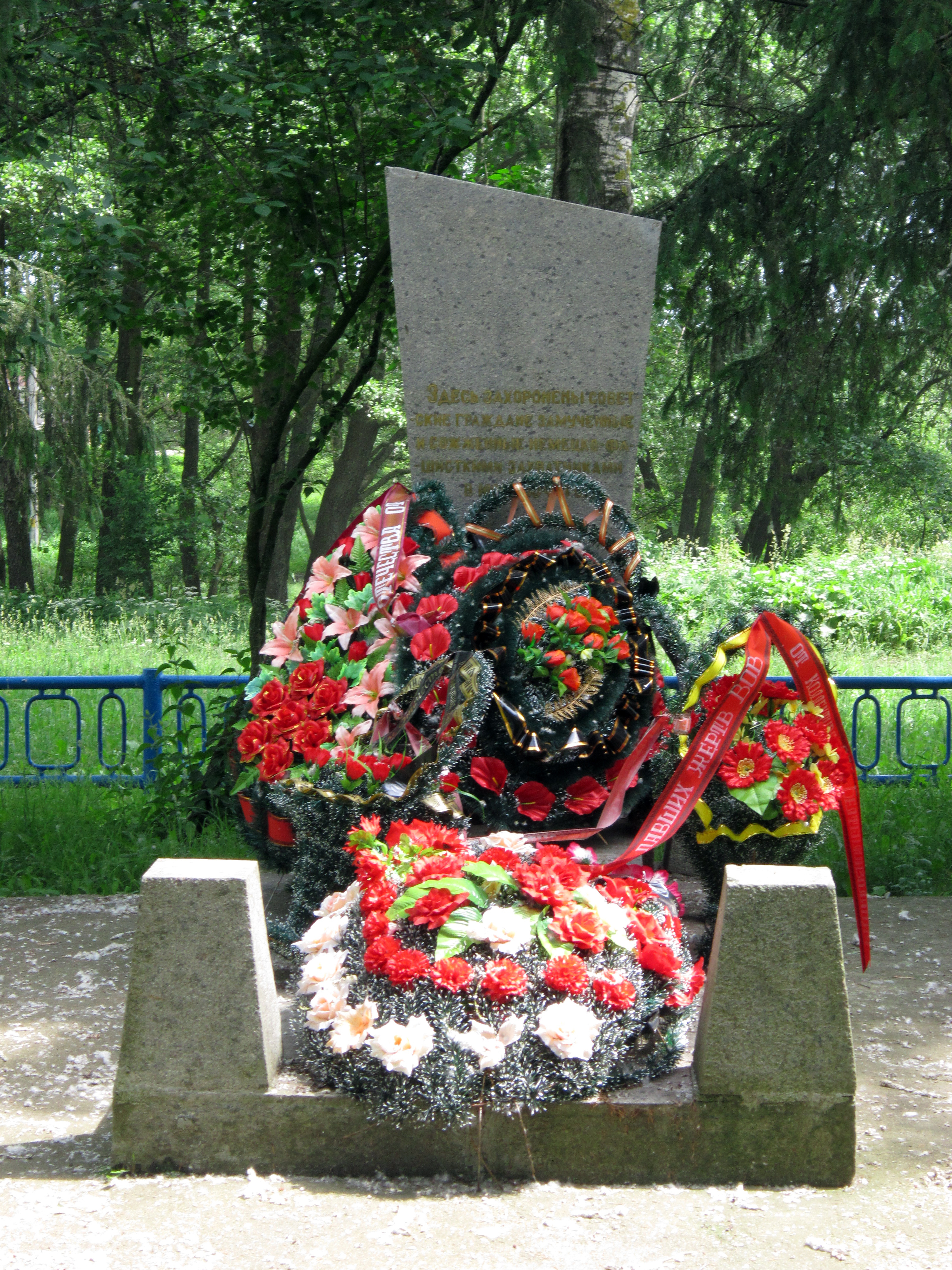
Pomnik z 1965 r. w miejscu gdzie spalono 6500 więźniów obozu (przed renowacją)

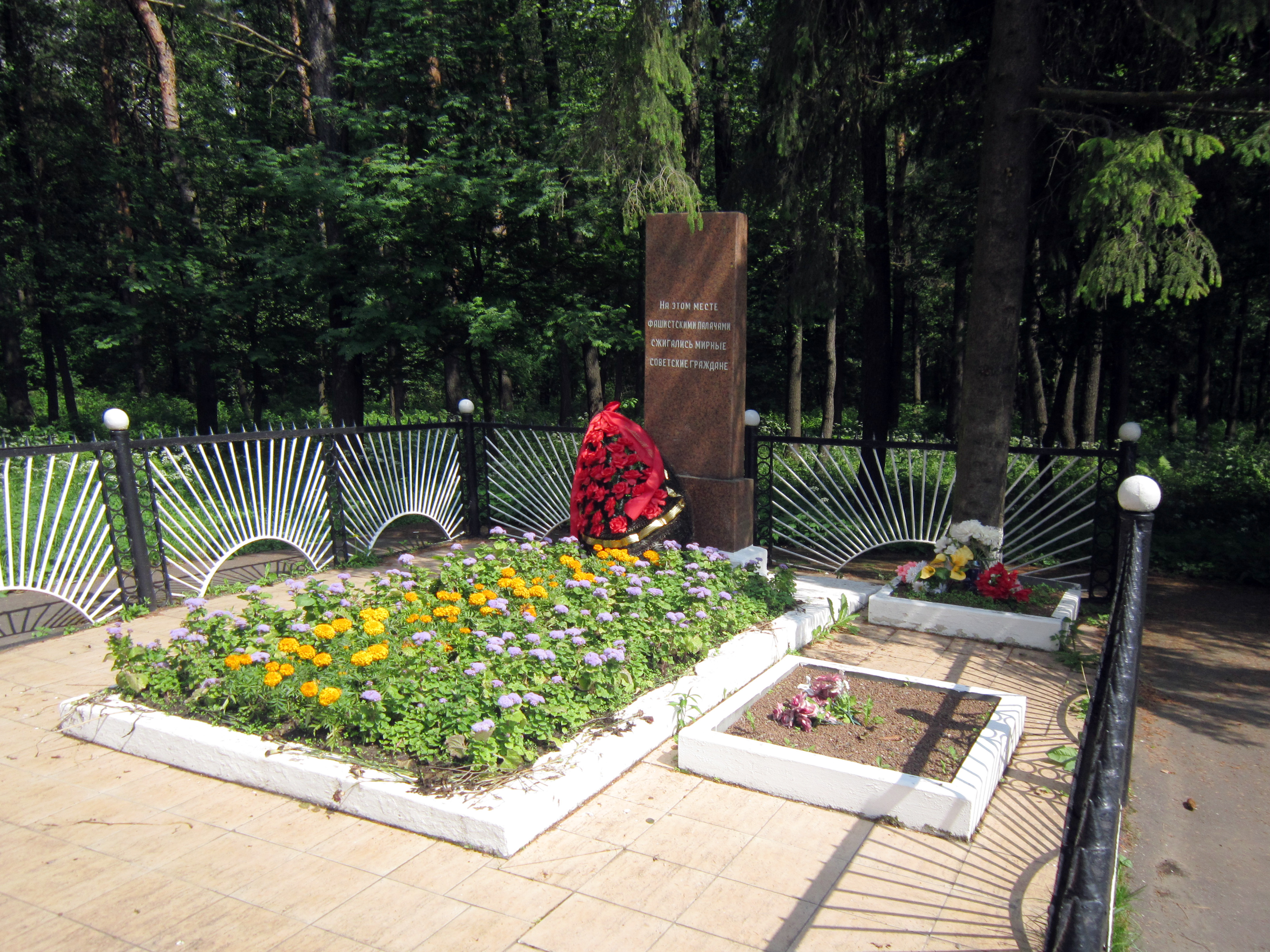
Pomnik w miejscu krematoriów w uroczysku Szyszkowka

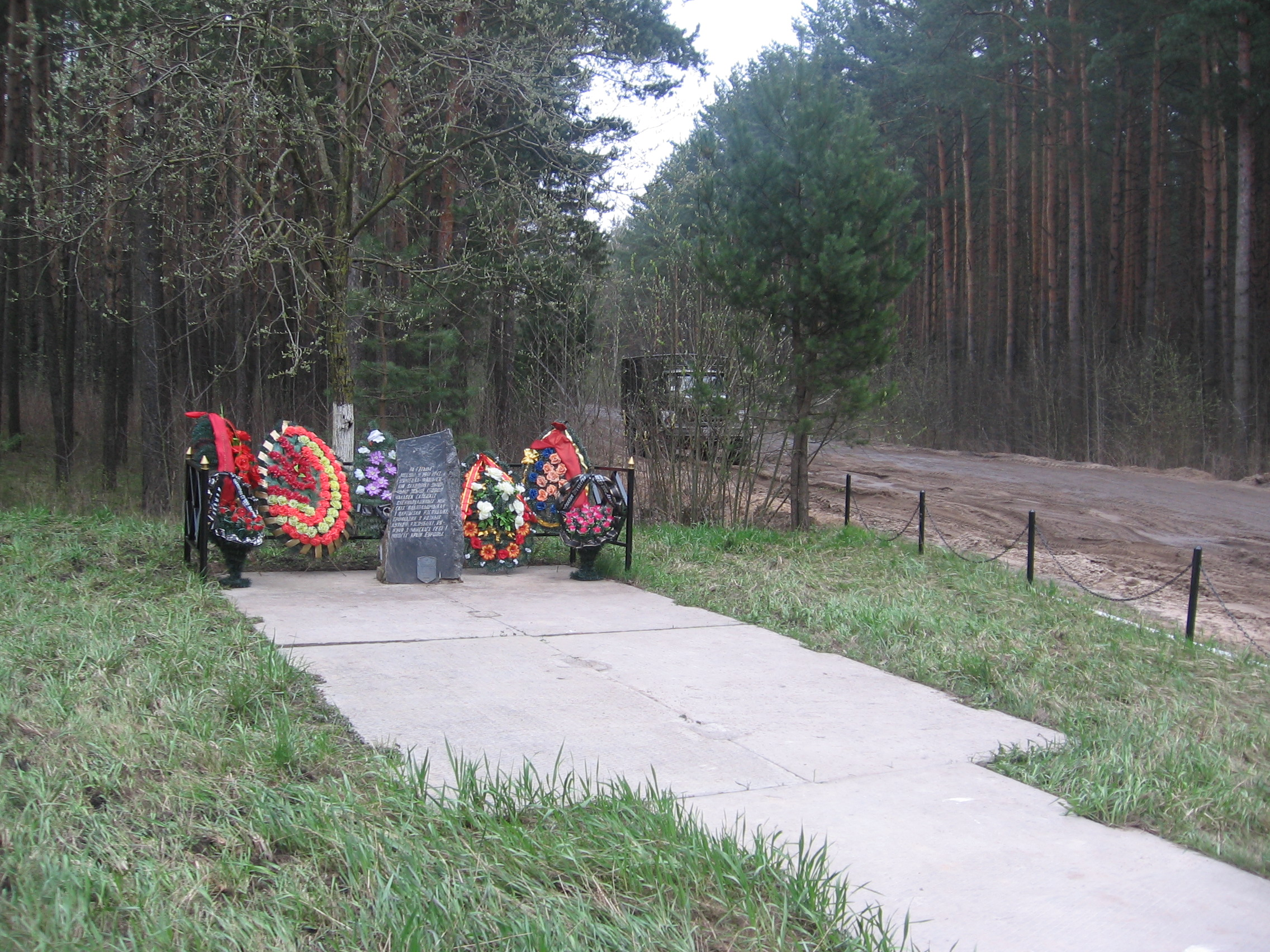
Pomnik w uroczysku Błagowszczyzna

Obóz zagłady w Małym Trościeńcu – niemiecki nazistowski obóz, a zarazem miejsce straceń dziesiątek tysięcy Żydów, funkcjonujący w latach 1941–1944 na terenie białoruskiej wsi Mały Trościeniec w pobliżu Mińska.
Obóz w Małym Trościeńcu został uruchomiony przez okupantów niemieckich w lipcu 1941 i funkcjonował do końca czerwca 1944. Początkowo w obozie więziono radzieckich jeńców wojennych natomiast w 1942 przekształcono go w miejsce masowej eksterminacji osób narodowości żydowskiej. W Małym Trościeńcu Niemcy zamordowali co najmniej 65 000 Żydów – obywateli ZSRR i państw Europy Zachodniej, a także pewną liczbę osób innych narodowości. Historycy są skłonni zaliczać Mały Trościeniec do grona nazistowskich obozów zagłady. Wybudowany w latach 2014–2018 memoriał obejmuje teren obozu, uroczyska Szyszkowka i Błagowszczyzna.

## Obóz dla jeńców radzieckich
22 czerwca 1941 rozpoczęła się niemiecka inwazja na Związek Radziecki. Mińsk, stolica Białoruskiej SRR, został opanowany przez oddziały Wehrmachtu już 28 czerwca. W lipcu Niemcy zorganizowali na terenie zabudowań dawnego kołchozu „Karl Marks” we wsi Mały Trościeniec obóz przejściowy dla radzieckich jeńców wojennych. Wziętych do niewoli czerwonoarmistów przetrzymywano tam w fatalnych warunkach sanitarnych i bytowych. Jeńcy setkami umierali z powodu głodu, wycieńczenia i okrucieństwa strażników. Pod tym względem Mały Trościeniec nie różnił się wiele od pozostałych obozów jenieckich, w których Niemcy przetrzymywali wziętych do niewoli żołnierzy radzieckich.
Po pewnym czasie obóz jeniecki został przekształcony w obóz pracy przymusowej. Obok radzieckich jeńców pojawili się w nim białoruscy Żydzi, których zmuszano do pracy na pobliskich gospodarstwach rolnych lub w działających na terenie obozu zakładach rzemieślniczych – krawieckich, młynarskich, stolarskich, ślusarskich, szewskich, tartacznych itp. Niewolnicza praca więźniów służyła w pierwszym rzędzie zaopatrywaniu niemieckiego garnizonu Mińska. Liczba osadzonych wahała się zazwyczaj między 500 a 1000 osób, natomiast po likwidacji mińskiego getta (październik 1943) spadła do około 200.
Początkowo więźniów przetrzymywano w kołchozowej stodole oraz ziemiankach wykorzystywanych przed wojną do magazynowania ziemniaków lub mięsa. Później pod nadzorem Niemców więźniowie wybudowali w Małym Trościeńcu prawdziwy obóz – z wieżyczkami strażniczymi, ogrodzeniem oraz barakami zdolnymi pomieścić 600 więźniów i ich strażników. Obóz zbudowany został na planie prostokąta o wymiarach około 200 metrów na 200 metrów, którego powierzchnia wynosiła około 4 hektarów. Otoczono go trzema liniami zasieków z drutu kolczastego (środkowa była pod napięciem elektrycznym). W pobliżu obozowej bramy wybudowano wartownię. Na terenie obozu znajdowała się również szubienica.
W połowie marca 1942 obóz zaatakowali radzieccy partyzanci, którym udało się zabić kilku strażników. Skłoniło to Niemców do wzmocnienia środków bezpieczeństwa. Załogę obozu zwiększono do 250 osób (Niemców i Ukraińców). Każdy z baraków otoczono ogrodzeniem z drutu kolczastego. Ponadto wzmocniono warty, sprowadzono psy strażnicze oraz utworzono dodatkowe gniazda karabinów maszynowych. Na terenie obozu zbudowano także podziemny bunkier, nad którym postawiono czołg. W bunkrze przetrzymywano więźniów skazanych na śmierć za rozmaite wykroczenia przeciw obozowemu regulaminowi.
Ogólny nadzór nad funkcjonowaniem obozu w Małym Trościeńcu sprawował SS-Obersturmbannführer Eduard Strauch, który od grudnia 1941 do końca maja 1944 pełnił funkcję komendanta niemieckiej służby bezpieczeństwa i policji bezpieczeństwa na Białorusi. Funkcję komendanta obozu pełnili natomiast m.in. SS-Obersturmführer Gerhard Maywald (od maja do października 1942) oraz SS-Unterscharführer Heinrich Eiche (od października 1942 do jesieni 1943).

## Obóz zagłady
Z chwilą rozpoczęcia przez III Rzeszę „ostatecznego rozwiązania kwestii żydowskiej” podjęto decyzję o przekształceniu dotychczasowego obozu jenieckiego w Małym Trościeńcu w obóz zagłady – służący w pierwszym rzędzie eksterminacji białoruskich Żydów. W nowej formie obóz zaczął funkcjonować od 10 maja 1942, gdy przywieziono tam na śmierć pierwszy transport wiedeńskich Żydów. Od tej pory pociągi pełne mężczyzn, kobiet i dzieci przeznaczonych do natychmiastowej likwidacji przybywały do Małego Trościeńca dwa razy w tygodniu – w każdy wtorek i piątek.
Akcja eksterminacyjna w Małym Trościeńcu przebiegała zazwyczaj według jednakowego schematu. Żydów z Mińska przywożono na miejsce straceń wprost z tamtejszego getta, natomiast Żydów pochodzących z państw Europy Zachodniej transportowano do Mińska koleją. Transporty przybywały zwykle do Mińska między godziną 4:00 a 7:00 rano. Na tamtejszym dworcu towarowym Niemcy dokonywali selekcji, wybierając z tłumu od 20 do 80 młodych mężczyzn, których chwilowo oszczędzano celem zatrudnienia w komandach roboczych działających na terenie obozu lub w mińskim getcie. Pozostałych Żydów uspokajano fałszywymi zapewnieniami, że zostali przywiezieni do Mińska celem osiedlenia i zatrudnienia w miejscowych przedsiębiorstwach. Jeszcze na dworcu Niemcy odbierali wszystkim przywiezionym bagaże, dokumenty, pieniądze oraz cenne przedmioty osobiste, łudząc ich jednocześnie, że przedmioty te zostaną im oddane w niedługim czasie. Następnie ładowano Żydów na samochody ciężarowe i wywożono w kierunku Małego Trościeńca. Począwszy od sierpnia 1942 pociągi przywożące skazanych na zagładę Żydów zatrzymywały się na prowizorycznej, zakończonej ślepym torem, stacyjce kolejowej, którą zbudowano bezpośrednio na terenie obozu – wyłącznie celem usprawnienia akcji eksterminacyjnej.
W Małym Trościeńcu – w przeciwieństwie do pozostałych niemieckich obozów zagłady – nie wybudowano stałych instalacji służących natychmiastowemu uśmiercaniu ludzi. Zamiast tego Żydów przywożono zazwyczaj na pobliskie uroczyska Błagowszczyzna i Szyszkowka (ros. Błagowszczina i Szaszkowka) i tam rozstrzeliwano. Przed uśmierceniem ofiary zmuszano, by rozebrały się do naga. Następnie Żydów prowadzono nad przygotowane uprzednio groby i mordowano strzałem w tył głowy. Cała ludobójcza „procedura” była starannie przygotowana oraz przeprowadzana z maksymalną szybkością i brutalnością – tak aby sterroryzowane ofiary nie były w stanie stawić żadnego oporu. Celem zagłuszenia strzałów i krzyków Niemcy puszczali w trakcie egzekucji muzykę z gramofonu, wzmocnioną w dodatku przez głośniki. Mordów dokonywała zazwyczaj taka sama grupa katów, która liczyła od 30 do 100 SS-manów i policjantów dowodzonych przez zastępcę komendanta obozu – Ridera (Riedera). Masowe mogiły, których długość sięgała 60 metrów, a głębokość 3 metrów, były wykopywane i zapełniane przez więźniów z Sonderkommando. Po zasypaniu groby niwelowano za pomocą traktorów. Nadzór nad akcją eksterminacyjną sprawował komendant SD i policji bezpieczeństwa (KdS) z Mińska.
Począwszy od czerwca 1942 w ramach akcji eksterminacyjnej prowadzonej w Małym Trościeńcu Niemcy wykorzystywali również ruchome komory gazowe. Zazwyczaj jeszcze na mińskim dworcu umieszczano część przywiezionych Żydów w specjalnych ciężarówkach i gazowano spalinami w drodze do Małego Trościeńca. Następnie w lasach Błagowszczyzna i Szyszkowka więźniowie z Sonderkommando opróżniali ciężarówki, wrzucając ciała do przygotowanych wcześniej masowych grobów. W maju 1943 gazowano w ten sposób nawet do 500 ludzi dziennie. Ruchome komory gazowe pełniły jednak zasadniczo funkcję pomocniczą, gdyż większość Żydów przywożonych do Małego Trościeńca była rozstrzeliwana w pobliskich lasach.
Więźniowie obozu, w tym Żydzi którym udało się uniknąć natychmiastowej egzekucji, byli traktowani przez Niemców z ogromną brutalnością. Zmuszano ich do pracy przy sortowaniu odzieży i przedmiotów należących do ofiar lub w obozowych warsztatach i gospodarstwach rolnych. Podobnie jak to miało miejsce w innych obozach zagłady, specjalne komanda robocze złożone z więźniów były zmuszane do kopania i zasypywania masowych grobów, opróżniania ruchomych komór gazowych itp. Każdy z członków załogi mógł bezkarnie skatować lub zabić więźnia. Również wśród członków komand roboczych Niemcy raz na jakiś czas przeprowadzali selekcję, likwidując tych, którzy wiedzieli zbyt wiele na temat akcji eksterminacyjnej lub nie mieli siły dalej pracować. Tego typu praktyki nasiliły się zwłaszcza w 1943. Sytuację więźniów pogarszały dodatkowo trudne warunki bytowe. Zmuszeni byli przebywać w nieogrzewanych barakach oraz spać na wyściełanych słomą piętrowych pryczach z nieheblowanego drewna. Wyżywienie więźniów składało się z kawałka chleba i kubka kawy lub herbaty na śniadanie i kolację oraz miski zupy na obiad. W rezultacie liczne były przypadki śmierci głodowej.
W 1943 ze względu na klęski ponoszone na froncie wschodnim Niemcy przystąpili do zacierania śladów masowych zbrodni popełnionych na obszarze Europy Środkowo-Wschodniej. Zadanie to powierzono tzw. Sonderkommando 1005, na którego czele stanął SS-Standartenführer Paul Blobel. Jego jednostka działała również w okolicach Małego Trościeńca, gdzie pracowała przez siedem tygodni poczynając od 27 października 1943. Do obozu przysłano wówczas dodatkowych strażników oraz grupę 100 Żydów, którzy mieli pracować przy ekshumacji i paleniu ciał pogrzebanych na uroczysku Błagowszczyzna. Ponieważ Żydzi odmówili podjęcia się tej pracy zagazowano ich, po czym zastąpiono grupą więźniów przywiezionych z Mińska. W ciągu następnych tygodni opróżnili oni 34 masowe groby, spośród których wiele zawierało nawet do 5000 zwłok. Więźniowie komanda byli na noc zakuwani w łańcuchy i zamykani w obozowym bunkrze. Niemcy obiecali im wolność w zamian za pomoc przy zacieraniu śladów zbrodni, jednak po zakończeniu pracy wszyscy członkowie komanda zostali zamordowani. Prochy pozostałe po spaleniu niemal 100 000 ekshumowanych zwłok wykorzystano jako nawóz na okolicznych polach uprawianych przez więźniów obozu. Wcześniej jednak zostały one przesiane w poszukiwaniu złota i kosztowności przez specjalnie sprowadzoną w tym celu grupę radzieckich jeńców wojennych. Akcję zacierania śladów zbrodni przeprowadzono również w lesie Szyszkowka.

### Ofiary

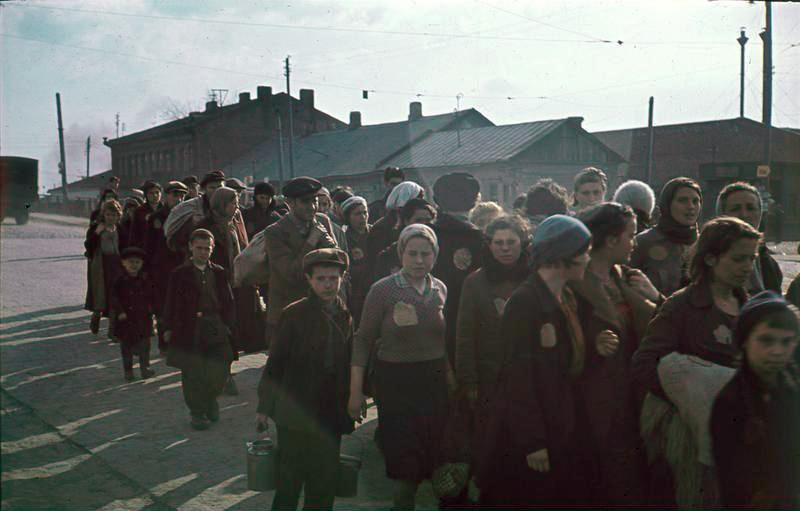
Getto w Mińsku

Ze względu na brak zachowanej dokumentacji obozowej, jak również z powodu przeprowadzonej przez Niemców akcji zacierania śladów zbrodni, trudno jest ustalić precyzyjnie liczbę osób zamordowanych w Małym Trościeńcu. W niektórych publikacjach podawano liczby rzędu 205 000, a nawet 546 000 ofiar. Ich autorzy opierali się przy tym zazwyczaj na wynikach śledztw prowadzonych przez władze sowieckie w latach 1944–1945. Dziś wiadomo, że liczby te były zawyżone, a poza tym odnosiły się prawdopodobnie do całego rejonu Mińska. Obecnie historycy instytutu Jad Waszem szacują, że w obozie i jego najbliższej okolicy zamordowanych zostało blisko 65 000 osób, podczas gdy w całym rejonie Mińska śmierć poniosło około 200 000 osób. Liczbę około 60 000 ofiar Małego Trościeńca podaje również niemiecki historyk Christian Gerlach. Zdecydowaną większość ofiar stanowili Żydzi pochodzący z różnych państw Europy, lecz w gronie zamordowanych znaleźli się również liczni radzieccy jeńcy wojenni oraz białoruscy i rosyjscy cywile podejrzewani o współpracę z ruchem oporu.
Żydów mordowanych w Małym Trościeńcu można zasadniczo podzielić na dwie kategorie. Pierwszą stanowili Żydzi białoruscy – zazwyczaj więźniowie mińskiego getta. Obóz był jednak tylko jednym z wielu miejsc, w których dokonywano ich eksterminacji, dlatego trudno jest określić ile spośród 320 000 ofiar Holocaustu na Białorusi zostało zamordowanych właśnie w Małym Trościeńcu. Prawdopodobnie to właśnie tam zginęła duża część spośród 30 000 Żydów zamordowanych podczas dwóch wielkich akcji likwidacyjnych, przeprowadzonych przez Niemców w mińskim getcie w dniach 28–30 lipca 1942 oraz 31 października 1943.
Drugą kategorię stanowili Żydzi – obywatele państw Europy Zachodniej i Środkowej. Pochodzili oni najczęściej z Niemiec, Austrii lub Protektoratu Czech i Moraw, choć pojawiały się również informacje o mordowaniu w Małym Trościeńcu polskich i holenderskich Żydów. Z najnowszych ustaleń historyków wynika, że w czasie II wojny światowej na terytorium dzisiejszej Białorusi zamordowanych zostało co najmniej 55 000 Żydów przywiezionych z terytorium III Rzeszy oraz Protektoratu Czech i Moraw. Trudno dokładnie określić ilu spośród nich zamordowano w Małym Trościeńcu. Wiadomo, że tylko między majem a październikiem 1942 do Mińska przywieziono w 16 transportach blisko 15 000 Żydów, z których większość została od razu zamordowana w Małym Trościeńcu. Wiadomo również, że do obozu trafiło między innymi około 9000 austriackich Żydów (przeżyło siedemnastu) oraz większość z 6981 czeskich Żydów deportowanych na Białoruś (przeżyło dwudziestu dwóch). Około 23 500 austriackich, czeskich i niemieckich Żydów zamordowanych w Małym Trościeńcu przywieziono na miejsce kaźni z obozu-getta w czeskim Terezinie. Pociągi z deportowanymi przybywały również z Berlina, Brna, Dortmundu, Düsseldorfu, Frankfurtu nad Menem, Hamburga, Hanoweru, Kassel, Kolonii, Królewca, Monachium, Münster, Norymbergi, Pragi, Stuttgartu, Wiednia i Wrocławia. Zachowały się szczegółowe informacje na temat niektórych transportów do Małego Trościeńca:
- 2 czerwca 1942 z Wiednia wyruszył transport liczący około 1000 Żydów, których przywieziono do Mińska i najprawdopodobniej zamordowano w Małym Trościeńcu[11];
- 12 i 13 czerwca 1942 obóz w Terezinie opuściły trzy transporty, z których każdy liczył po 1000 Żydów. Najprawdopodobniej wszystkich zamordowano w Małym Trościeńcu[12];
- 10 sierpnia 1942 przybyło do Mińska koleją 1000 Żydów wywiezionych sześć dni wcześniej z obozu w Terezinie. 40 osób wyłączono z transportu i umieszczono w komandach roboczych działających na terenie obozu. Pozostali zostali zagazowani i pogrzebani na terenie lasu Błagowszczyzna[1][13];
- 25 sierpnia 1942 do Mińska przybył kolejny transport z Terezina. Spośród około 1000 Żydów 22 osoby wyłączono z transportu i skierowano do pracy na terenie obozu[c]. Pozostałych zagazowano.
- 23 września 1942 blisko 2004 Żydów zostało deportowanych z Terezina do Małego Trościeńca. Żaden z nich nie przeżył[1];
- 26 września 1942 kolejnych 2000 Żydów zostało deportowanych z Terezina do Małego Trościeńca. Żaden z nich nie przeżył[1].

W Małym Trościeńcu zostali zamordowani między innymi: Norbert Jokl (prawdopodobnie) – austriacki językoznawca i albanolog; Wincenty Godlewski – ksiądz rzymskokatolicki, działacz białoruskiego ruchu narodowego; Grete Forst – austriacka śpiewaczka operowa.

## Likwidacja obozu
22 czerwca 1944 Armia Czerwona rozpoczęła wielką ofensywę na Białorusi, którą ochrzczono kryptonimem „Bagration”. W krótkim czasie wojska radzieckie zdołały wyzwolić całe terytorium Białoruskiej SRR i całkowicie rozgromić stacjonującą tam niemiecką Grupę Armii „Środek”. W ostatnich dniach czerwca radzieckie samoloty atakowały obóz w Małym Trościeńcu.
Wobec zbliżania się wojsk radzieckich Niemcy przystąpili do likwidacji obozu. 28 czerwca dotychczasową załogę – złożoną w dużej mierze z obcojęzycznych kolaborantów (Ukraińców, Łotyszy, Rosjan, rumuńskich i węgierskich volksdeutschów) – zastąpił specjalny oddział złożony wyłącznie z niemieckich SS-manów. Wszyscy więźniowie zostali zamknięci w barakach, które następnie podpalono. Do próbujących uciekać strzelano z broni maszynowej. Masakrę przeżyło zaledwie około 20 Żydów, którym udało się uciec i schronić w pobliskich lasach, gdzie doczekali nadejścia wojsk radzieckich.
Nie była to jednak ostatnia zbrodnia popełniona przez niemieckich okupantów w Małym Trościeńcu. Z rozkazu dowódcy SD i policji bezpieczeństwa na Białorusi, SS-Standartenführera Heinricha Seetzena, zamordowano tam jeszcze blisko 6500 osób przywiezionych z Mińska – osadzonych wcześniej w więzieniu przy ulicy Włodarskiego oraz obozie pracy przy ulicy Szirokaja. Między 28 a 30 czerwca zostali oni zamknięci w dawnej kołchozowej stodole w Małym Trościeńcu. Tam zmuszano ich do położenia się na warstwie drewna, po czym rozstrzeliwano. Kolejni skazańcy musieli kłaść się na warstwie drewna ułożonej na ciałach swoich poprzedników. Gdy stos trupów sięgał już niemal stropu stodołę podpalono. Trzy podobne stosy trupów ustawiono i spalono w jej pobliżu. Ślady masakry zostały później odnalezione przez żołnierzy Armii Czerwonej. Na sam koniec Niemcy spalili wszystkie budynki i urządzenia obozowe (30 czerwca 1944).
3 lipca 1944 Mały Trościeniec został wyzwolony przez Armię Czerwoną. Żydzi, którzy przeżyli masakrę w dniu 28 czerwca zostali przewiezieni do Moskwy, a następnie umieszczeni w łagrze. Całkowicie uwolniono ich dopiero w 1946.

## Po wojnie
Po wyzwoleniu Białorusi śledztwo w sprawie zbrodni popełnionych w Małym Trościeńcu prowadziła radziecka Nadzwyczajna Komisja Państwowa, która oceniła liczbę zamordowanych na 206 500 osób. Mimo tego, fakt istnienia obozu zagłady w Małym Trościeńcu przez długi czas był nieznany poza granicami ZSRR. Dopiero w 1953 czeski historyk Zdenek Lederer jako pierwszy opublikował informację, iż to właśnie tam wysłano na śmierć tysiące Żydów z obozu-getta w Terezinie. Jako pierwszy sporządził też listę transportów z Terezina do Małego Trościeńca.
W porównaniu z pozostałymi niemieckimi obozami zagłady nazwa „Mały Trościeniec” nie zakorzeniła się jednak w świadomości światowej opinii publicznej, a dokonywane tam zbrodnie wciąż nie zostały jeszcze dokładnie zbadane przez historyków. Złożyło się na to kilka przyczyn – stosunkowo niewielka liczba ocalałych świadków; brak jakichkolwiek fizycznych pozostałości po obozie; zniszczenie przez Niemców dokumentacji obozowej; zimna wojna, która przez długi czas uniemożliwiała historykom spoza ZSRR badanie na miejscu historii obozu; polityka historyczna rządu radzieckiego, przedstawiającego Mały Trościeniec wyłącznie jako miejsce kaźni obywateli ZSRR.
Niewielu sprawców ludobójstwa popełnionego w Małym Trościeńcu poniosło po wojnie odpowiedzialność karną. Eduard Strauch zmarł w belgijskim więzieniu w 1955. W 1968 sąd w Hamburgu skazał na dożywotnie więzienie SS-manów: Otto Ericha Drewsa, Otto Hugo Goldappa oraz Maksa Hermanna Richarda Krahnera – członków Sonderkommando 1005 uznanych winnymi zamordowania w 1943 robotników przymusowych zmuszonych do zacierania śladów zbrodni Małym Trościeńcu. Kilka osób zostało również skazanych podczas procesów prowadzonych w Niemczech Zachodnich i ZSRR, choć sprawy te nie dotyczyły Małego Trościeńca, lecz zbrodni popełnionych w szeroko rozumianym rejonie Mińska.
Heinrich Seetzen popełnił samobójstwo w brytyjskim obozie jenieckim. Heinrich Eiche uciekł po wojnie do Argentyny i ślad po nim zaginął. Gerhard Maywald zamieszkał po wojnie w Niemczech Zachodnich. W 1970 prokuratura w Koblencji umorzyła prowadzone przeciw niemu śledztwo „z powodu braku wystarczających dowodów winy”.

### Upamiętnienie

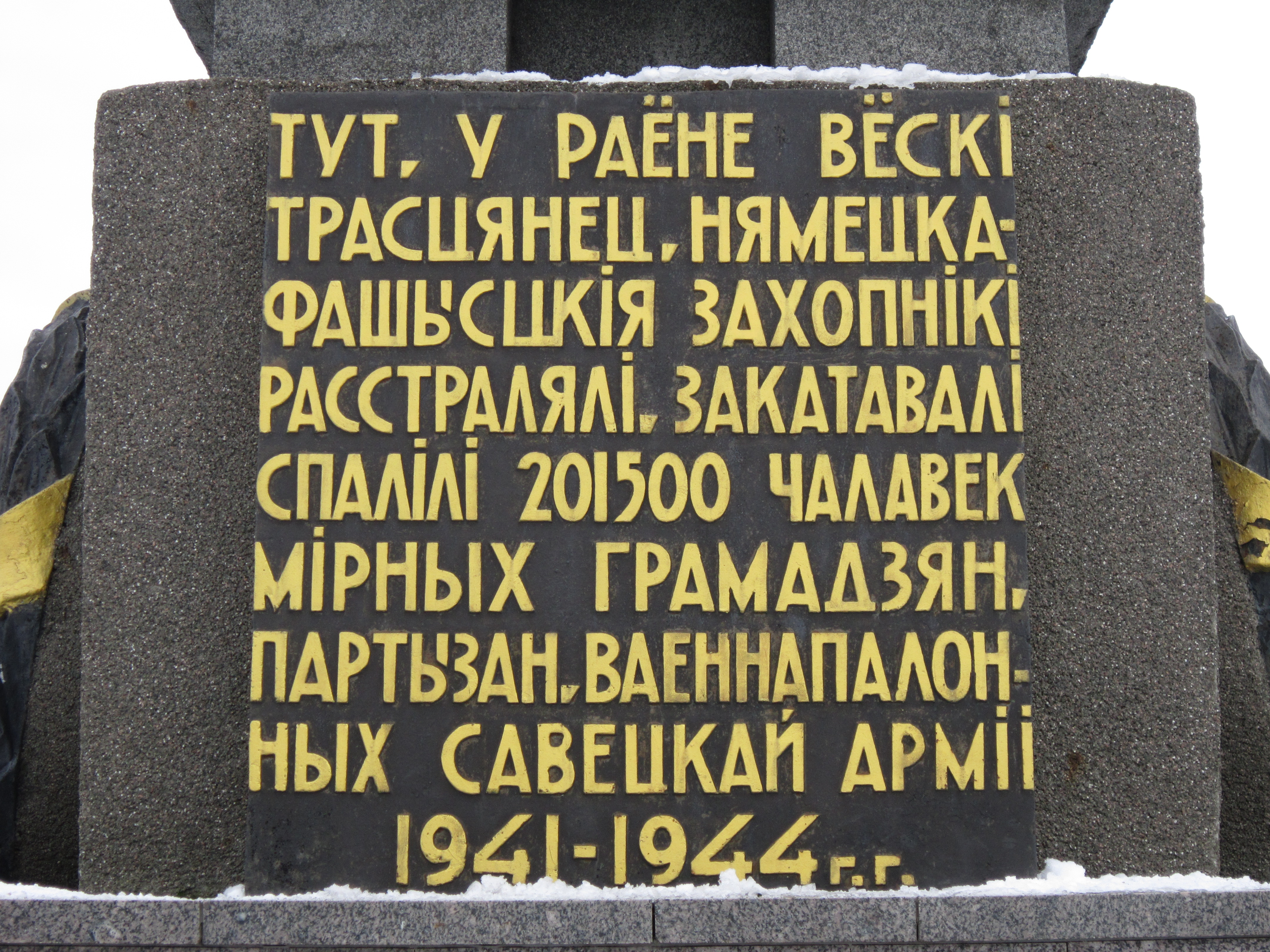
Napis na pomniku z 1963 r.

W 1963 r. niedaleko wsi Trościeniec Wielki, przy szosie mohylewskiej, wzniesiono kilkunastometrowy obelisk ku pamięci ofiar – 201 500 osób z obozu w Troscieńcu Małym. W 1994 r. pomnik odrestaurowano. W 1965 r. w miejscu kaźni ostatnich więźniów wystawiono pomnik z inskrypcjami w języku rosyjskim: „Tutaj spoczywają obywatele radzieccy, zamęczeni i spaleni przez niemieckich oprawców w czerwcu 1944 roku” oraz „Ludzie, pamiętajcie, przekazujcie z pokolenia na pokolenie, że cała tutejsza ziemia przesiąknięta jest naszymi łzami i krwią. Niech nasz smutek i męstwo dodadzą wam sił i determinacji w walce o pokój i szczęście na ziemi”.
W 2001 roku ustawiono pomnik na uroczysku Błagowszczyzna, gdzie dokonywano rozstrzeliwań. Odkryto tam 34 zbiorowe mogiły.
Pierwsze upamiętnienie zamordowanych w obozie Żydów z terenów dzisiejszej Białorusi i Europy pojawiło się na miejscu dawnego obozu dopiero w 2002 roku.
W lipcu 2009 roku Miński Miejski Komitet Wykonawczy ogłosił konkurs na projekt kompleksu upamiętniającego obóz koło mikrorejonu Szabany. Budowę Parku Memorialnego Trościeniec rozpoczęto w 2014 r. 22 czerwca 2015 r. przy udziale prezydenta Aleksandra Łukaszenki otwarto pierwszą część kompleksu.
25 czerwca 2018 r. przy udziale duchownych różnych wyznań i przedstawicieli władz dokonano uroczystego pochówku 40 zwłok więźniów. Zostały one odnalezione w trakcie budowy pomnika. 29 czerwca 2018 r. przy udziale prezydentów Białorusi, RFN, Austrii, delegacji Polski i Czech oraz zagranicznych dyplomatów dokonano uroczystego odsłonięcia memoriału. Głównym elementem jest Brama Pamięci, największa rzeźba na Białorusi.